# Brežnica (ort)
Brežnica är en ort i Kroatien.   Den ligger i länet Varaždin, i den nordöstra delen av landet, 40 km nordost om huvudstaden Zagreb. Brežnica ligger 193 meter över havet och antalet invånare är 895.
Terrängen runt Brežnica är varierad, och sluttar söderut. Runt Brežnica är det ganska tätbefolkat, med 185 invånare per kvadratkilometer. Närmaste större samhälle är Sveti Ivan Zelina, 12,9 km söder om Brežnica. I omgivningarna runt Brežnica växer i huvudsak lövfällande lövskog.